# Jean Cazaban
Jean Cazaban, francoski general, * 1882, † 1980.